# Menuet de Bonis
Le Menuet, op. 14, est une œuvre de la compositrice Mel Bonis, datant de 1889.

## Composition
Mel Bonis compose son Menuet pour piano en 1889. L'œuvre est publiée chez Durdilly en 1889, puis elle est rééditée en 2006 chez les éditions Furore. La version de 1897 éditée par Leduc est très différente de celle du cahier d'origine, en particulier en ce qu'il s'agit des articulations et des enchaînements. La partie centrale est « plus fouillée » dans cette version là. Il existe une transcription faite par Huguette Géliot pour la harpe, qui figure notamment dans le deuxième volume du recueil Les plaisirs de la harpe.

## Analyse
Le Menuet fait partie des pièces du type du pastiche des musiques du XVIIIe siècle. D'après Jann Pasler et Carlo Caballero, cette mode est très en vogue au début du XXe siècle. La compositrice elle-même compose une Suite dans le style ancien. D'autres compositeurs, français ou non, composent des œuvres dans ce goût, à l'image de Vincent d'Indy ou Edvard Grieg. Le style sera très prisé de compositeurs français comme Emmanuel Chabrier, Erik Satie, Claude Debussy et Maurice Ravel. La Bourrée fait partie d'un groupe comprenant le Rondo dans le genre ancien, sa Bourrée, la Pavane et la Sarabande. Le premier thème est très fréquemment répété au cours du morceau.

## Edition actuelle
- In Mel Bonis, œuvres pour piano, Volume 2 - Pièces pittoresques et poétiques A; éd. Furore, 2006

## Discographie
- Mel Bonis, pièces pour piano, par Lioubov Timofeïeva, Voice of Lyrics C341, 1998 (BNF 38529839)
- L'ange gardien, par Laurent Martin (piano), Ligia Digital LIDI 01033181-07, 2007 (OCLC 884450880)
- Regards : œuvres choisies de Mel Bonis, par Cécile Chaminade, Clara Schumann, Marianna von Martinez - Didier Castell-Jacomin (piano), Continuo Classics/Integral classic INT 221.250, 2011 (OCLC 929671250)
- Le diamant noir, par Laurent Martin (piano), Ligia Digital, 2016

## Sources
: document utilisé comme source pour la rédaction de cet article.
- Étienne Jardin, Mel Bonis (1858-1937) : parcours d'une compositrice de la Belle Époque, 2020 (ISBN 978-2-330-13313-9 et 2-330-13313-8, OCLC 1153996478, lire en ligne).
- (fr + de + en) Eberhard Mayer et Christine Géliot, Pièces pittoresques et poétiques, vol. A (1881-1895), Kassel, Furore Verlag, 2006, 52 p. (ISMN 9790500129196).